# Nina Pauer
Nina Pauer (* 1982 in Hamburg) ist eine deutsche Journalistin und Autorin.

## Leben
Pauer ist die Tochter eines aus Prag stammenden, nach dem Prager Frühling 1968 nach Deutschland geflohenen Tschechen und einer Deutschen. Pauer studierte Geschichtswissenschaft, Soziologie und Journalistik an der Universität Hamburg und an der Université Michel de Montaigne in Bordeaux. Während ihres Studiums hat sie am Hamburger Institut für Sozialforschung in den Arbeitsbereichen „Nation und Gesellschaft“ und „Die Gesellschaft der Bundesrepublik“ gearbeitet. 2011 erschien ihr Erstlingswerk Wir haben keine Angst, in dem sie sich in Romanform mit dem Lebensgefühl und den „Luxusproblemen“ ihrer Generation beschäftigt. Pauer schreibt u. a. für das Zeit-Magazin und das Feuilleton der Zeit. Seit Juli 2020 moderiert sie gemeinsam mit Ijoma Mangold und Lars Weisbrod den Zeit-Podcast Die sogenannte Gegenwart.

## Werke
- Wir haben keine Angst. Gruppentherapie einer Generation. S. Fischer, Frankfurt am Main 2011; Fischer Taschenbuch, ebd. 2012, ISBN 978-3-596-19155-0.
- LG;-) Wie wir vor lauter Kommunizieren unser Leben verpassen. S. Fischer, Frankfurt am Main 2012, ISBN 978-3-10-060630-3.